# Passalus pseudoconvexus
Passalus pseudoconvexus es una especie de coleóptero de la familia Passalidae.

## Distribución geográfica
Habita en Venezuela y la Guayana.